# 미나미사쿠군

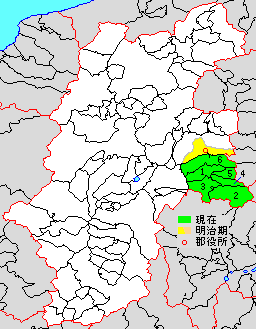
미나미사쿠군의 범위

미나미사쿠군(남사쿠군)(일본어: 南佐久郡, みなみさくぐん)은 일본 나가노현의 군이다.
인구 21,579명, 면적 767.42km², 인구밀도 28.1명/km².(2025년 3월 1일, 추계인구)
이하 2정 4촌으로 구성된다.
- 사쿠호정(佐久穂町)
- 고우미정(小海町)
- 가와카미촌(川上村)
- 미나미마키촌(南牧村)
- 미나미아이키촌(南相木村)
- 기타아이키촌(北相木村)

## 군역
1879년 행정 구역으로 출범 당시의 군역은 위의 2정 4촌에 사쿠시의 일부를 더한 구역에 해당한다.

## 역사
- 1879년 1월 4일 - 군구정촌 편제법이 나가노현에서 시행되면서 사쿠군의 일부 마을로 행정 구역 미나미사쿠군이 발족.

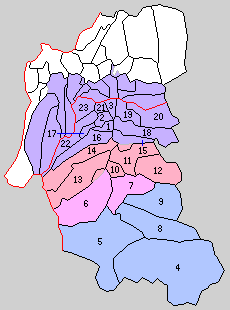
1.우스다촌 2.노자와촌 3.나카제촌 4.가와카미촌 5.미나미마키촌 6.기타마키촌 7.고우미촌 8.미나미아이키촌 9.기타아이키촌 10.호즈미촌 11.가이세촌 12.오히나타촌 13.하타야촌 14.사카에촌 15.아오누마촌 16.기리하라촌 17.오사와촌 18.다구치촌 19.히라카촌 20.우치야마촌 21.사쿠라이촌 22.마에야마촌 23.기시노촌 (보라:사쿠시 분홍:고우미정 빨강:사쿠호정 파랑:합병 없음)

- 1889년 4월 1일 - 정촌제 시행으로, 아래의 정촌이 발족. 따로 적은 경우 외는 현 사쿠시.(23촌)
  - 우스다촌(臼田村)
  - 노자와촌(野沢村)
  - 나카제촌(中瀬村)
  - 가와카미촌(川上村)(현재)
  - 미나미마키촌(南牧村)(현재)
  - 기타마키촌(北牧村): 현 고우미정
  - 고우미촌(小海村): 현 고우미정
  - 미나미아이키촌(南相木村)(현재)
  - 기타아이키촌(北相木村)(현재)
  - 호즈미촌(穂積村):현 사쿠호정
  - 가이세촌(海瀬村): 현 사쿠호정
  - 오히나타촌(大日向村): 현 사쿠호정
  - 하타야촌(畑八村): 현 사쿠호정
  - 사카에촌(栄村): 현 사쿠호정
  - 아오누마촌(青沼村)
  - 기리하라촌(切原村)
  - 오사와촌(大沢村)
  - 다구치촌(田口村)
  - 히라카촌(平賀村)
  - 우치야마촌(内山村)
  - 사쿠라이촌(桜井村)
  - 마에야마촌(前山村)
  - 기시노촌(岸野村)
- 1893년 6월 30일 - 우스다촌이 정제 시행으로 우스다정(臼田町)이 됨.(1정 22촌)
- 1897년 3월 9일 - 노자와촌이 정제 시행으로 노자와정(野沢町)이 됨.(2정 21촌)
- 1899년
  - 4월 1일 - 나카제촌의 일부가 히라카촌에 편입.
  - 7월 18일 - 나카제촌이 개칭하여 나카고미촌(中込村)이 됨.
- 1919년 11월 1일 - 나카고미촌이 정제 시행으로 나카고미정(中込町)이 됨.(3정 20촌)
- 1954년 4월 1일 - 노자와정·사쿠라이촌·기시노촌·마에야마촌·오사와촌이 합병하여, 새로이 노자와정이 발족.(3정 16촌)
- 1955년)
  - 2월 1일 - 사카에촌·가이세촌이 합병하여, 사쿠정(佐久町)이 발족.(4정 14촌)
  - 8월 1일 - 우스다정·기리하라촌이 합병하여, 새로이 우스다정이 발족.(4정 13촌)
- 1956년)
  - 8월 1일 - 나카고미정·히라카촌·우치야마촌이 합병하여, 새로이 나카고미정이 발족.(4정 11촌)
  - 9월 30일(5정 6촌)
    - 오히나타촌이 사쿠정에 편입.
    - 다구치촌·아오누마촌이 합병하여, 다구치아오누마촌(田口青沼村)이 발족.
    - 고우미촌·기타마키촌이 합병하여, 고우미정(小海町)이 발족.
    - 하타야촌·호즈미촌이 합병하여, 야치호촌(八千穂村)이 발족.
- 1957년 4월 1일
  - 우스다정·다구치아오누마촌이 합병하여, 새로이 우스다정이 발족.(5정 5촌)
  - 야치호촌의 일부가 고우미정에 편입.
- 1958년 3월 25일 - 고우미정의 일부가 야치호촌에 편입.
- 1959년 4월 1일 - 우스다정의 일부가 사쿠정에 편입.
- 1961년 4월 1일 - 노자와정·나카고미정이 기타사쿠군 아사마정·히가시촌과 합병하여 사쿠시(佐久市)가 발족, 군에서 이탈.(3정 5촌)
- 2005년
  - 3월 20일 - 사쿠정·야치호촌이 합병하여, 사쿠호정(佐久穂町)이 발족.(3정 4촌)
  - 4월 1일 - 우스다정이 사쿠시·기타사쿠군 모치즈키정·아사시나촌과 합병하여, 새로이 사쿠시가 발족, 군에서 이탈.(2정 4촌)

## 같이 보기
- 사쿠군
- 기타사쿠군